# 马来西亚国家银行外汇亏损案
马来西亚国家银行外汇亏损案，又称为国行炒汇案，是1992年至1994年马来西亚国家银行（国行）涉嫌违反银行守则炒外汇，最终因投资失利导致国家外汇储备金损失高达315亿令吉。是马来西亚在1990年代最轰动的金融损失案件。
由于时任马来西亚首相马哈迪·莫哈末和其内阁涉嫌蓄意掩盖事实和发表误导声明隐瞒炒汇亏损的实情，导致该案件被历届政府所忽视。直到2017年，国阵政府设立的皇家调查委员会点名调查前首相马哈迪、前财政部长顿达因、安华和国行董事局相关人士涉嫌抵触失信罪、共谋、误导和欺瞒等罪名。2019年，希盟政府掌管法律事务的首相署部长刘伟强宣布案件已经停止调查。除了国行总裁嘉化·胡先引咎辞职外，至今依没有任何人士为该案件损失315亿外汇储备金负上法律责任。而作为案件的祸首之一诺莫哈末则在2004年加入时任阿都拉·巴达威政府，出任第二财长。之后在2009年转任总理署部长，再次掌管经济策划单位，之后在2013年转而国库控股任副主席引起非议。

## 背景
在1980年代后期，在丹斯里嘉化·胡先领导下的马来西亚国家银行（以下简称：国行）是外汇市场的主要参与者。这起源于1980年代的马来西亚向日本货款大量日元，以实行马哈迪的「向東學習」的政策。到了1980年中期，由于欧洲货币和日元的升值，导致马来西亚需要偿还的债务翻了2-3倍。为了避免需要偿还的债务随时翻倍，国行在伦敦和纽约设立办公室，通过炒买炒卖外汇来抵消债款增加的风险。
国行的投机活动引起了许多人的注意；最初，亚洲市场开始意识到国行对外汇市场方向的影响，美联储主席艾伦·格林斯潘随后意识到了国行的大规模投机活动后，要求马来西亚国行停止这一活动。
1989年，柏林围墙的倒塌象征着欧洲迅速走向一体化。到了1990年10月，英国加入了欧洲汇率机制（ERM），使得欧元的诞生呈现良好情势，国行在此期间大举购买英镑，以等待升值。
1992年9月，乔治·索罗斯利用ERM的缺点，即该机制替各国汇率浮动设立上下限，只要汇率超出规定的幅度，该国就必须出手买卖。乔治·索罗斯看准了英国的经济衰退，动用100亿美元联同全球货币狙击手集体抛售英镑，引发黑色星期三事件。国行试图捍卫英镑的汇率，以抵制乔治·索罗斯等人贬值英镑的企图。英国政府虽然动用超过269亿美元外汇储备金买入英镑，但英镑汇率还是跌破ERM的下限，英国于9月16日黯然宣布退出欧洲汇率机制，乔治·索罗斯在此役中获得了约11亿美元的利润，使他的金融大鳄的名声从此声名大噪。国行在此次投机事件中遭受的损失超过40亿美元。
时任首相马哈迪领导的政府对国行遭受的损失秘而不宣，甚至在1993年国行提呈1992年的财政报告中只字不提。直到同年被马来西亚记者发现国行的财政报告中的「其他储备金」项目上出现损失了93亿的字眼。国行总裁和副总裁对此含糊表示「只是一些很快恢复的账面损失」。由于在马哈迪的威权统治下，该事件最后无从追究。
1994年，国行在提呈1993年的财务报告中，在另一起外汇投资中损失高达57亿令吉。国行总裁嘉化·胡先对此解释：「在1993年账目里出现的57亿令吉的外汇交易亏损将以国行未来的盈利抵消」「国行以最好的意图保护国家利益时出现误判，当时是国行不利的时期，但事件已经结束」。1994年4月，时任第二财政部长兼国行顾问诺莫哈末和国行总裁嘉化·胡先宣布辞职。

## 调查经过
在1994年4月，时任第二财政部长诺莫哈末和国行总裁嘉化·胡先表示为炒汇案的亏损负上责任宣布辞职后，时任首相马哈迪领导的政府试图淡化此案，官方也沒有为国行炒汇案提供一个说法，导致商界和媒体界各自提供多种证据，令炒汇案亏损的金额有150亿、200亿或300亿令吉的说法。国行对炒汇案也保持暧昧的态度，既不承认也沒有否认。
2006年7月，安华在接受媒体专访时表示，国行在炒外汇亏了300亿令吉的丑闻导致他在担任财长后向国会解释有关亏损时，遭到反对党的炮轰。同时因为马哈迪的威权领导，令他无法进行大幅度的经济改革，包括废除新经济政策，对此表示遗憾。并揭露真正幕后黑手是前首相马哈迪、前财长敦达因和第二财长诺莫哈末，但遭到马哈迪等人否定。直到2011年，马哈迪在其自传《医生当家：敦马哈迪医生回忆录》（A doctr in the house）承认国行在伦敦和纽约炒买炒卖外汇。致使国行炒汇案已有安华和马哈迪承认有其事件，但历届政府依然对亏损了300亿令吉的炒汇案不问不闻，直到2017年才开始展开调查。
2017年，由纳吉领导的国阵政府因被各方媒体爆出一个马来西亚发展有限公司丑闻，遭到马哈迪领导的反对党希望联盟猛烈批评。纳吉为反制马哈迪一再批评並挑起有关其丑闻，在同年2月15日成立皇家委员会调查国行炒汇案，以转移举行大选前的民众视线。被皇家委员会点名的人包括已故前国行总裁嘉化·胡先、副总裁林西彦、国行董事局、前首相马哈迪·莫哈末、前财政部长敦达因·再努丁、前国行总裁洁蒂·阿兹，因肛交案入狱服刑的安华·依布拉欣等25名相关人士协助调查。虽然担任反对党联盟领导人的安华·依布拉欣于同年4月承认，他在担任财政部长时期国行确实亏损了至少300亿令吉。而部分议员和人士则认为国阵重提23年前的案件明显是具有政治动机的报复行动。
2017年11月，经过召开8天的公开听证会后，皇家委员会认为，国行炒汇案已触犯刑事法典第406及第409条文（失信罪）；同时也违反刑事法典第417与418条文，即欺骗内阁。调查报告于同年11月30日提呈国会，皇家调查委员会秘书针对案件的马哈迪等人可能涉及失信罪一事向马来西亚皇家警察投报。
2017年12月13日，马哈迪等人入禀法庭挑战 皇家委员会的调查报告不完整而且具有政治因素，要求将调查报告列为无效，并申请撤消两名皇家委员会的调查资格，但被上诉庭三司一致驳回马哈迪的撤消皇家委员会的申请。
2018年马来西亚大选之后，国行炒汇案受到时任执政党希望联盟的莫视，提控工作也变得毫无进展。2019年7月，掌管法律事务的首相署部长拿督刘伟强在国会下议院的书面回答中指出，基于缺乏文件证据以及国行炒汇案的报案者也已撤案，国家银行在90年代逾300亿令吉炒汇亏损案已被列为“没进一步行动”为由结案。同年8月27日，上诉庭三司一致驳回2017年12月13日马哈迪挑战皇家调查委员会的调查报告违宪和无效的上诉案，并裁决皇家委员会的调查结果是不能被挑战的。
2020年6月15日，前任首相纳吉在面子书上重提此案。公正党主席安华对此回应表示欢迎马来西亚总检察署重查，并强调没有在此案件中盗取国家一分钱。

## 损失金额
在1993年之前，马来西亚拥有657.5亿令吉外汇储备金，外汇案的亏损相等于大马一半的外汇储备金。
2017年11月，马来西亚皇家委员会公布厚达851页的《1990年代国家银行炒外匯亏损案皇家调查委员会调查报告》，显示国行在1992年、1993年和1994年分別损失为123亿5390万令吉、152亿9140万令吉和38亿6100万令吉，总共315亿630万令吉。此外，在1993年至1997年期间，由于国行的巨额损失导致资不抵债，要由马来西亚政府将股票转予国行以填补损失，使政府损失了大量回酬和利息，影响国家发展。

## 影响
除了损失大量外汇储备金导致影响国家发展之外，另一个重大后遗症是1997年亚洲金融风暴重创马来西亚令吉，使经济跌入低谷。